# Pomnik Walki i Męczeństwa na Majdanku

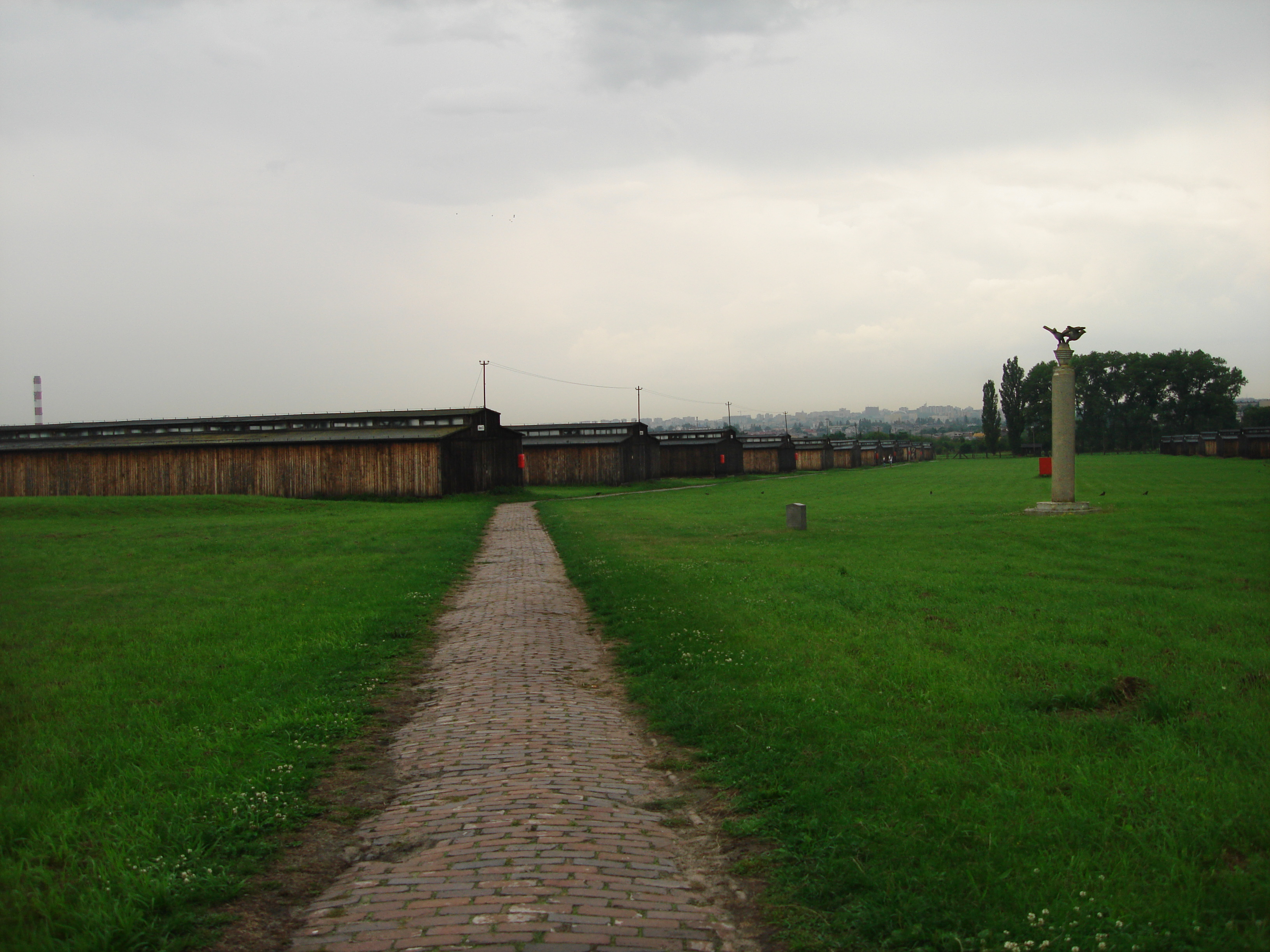
III pole obozowe z Kolumną Trzech Orłów (z lewej)

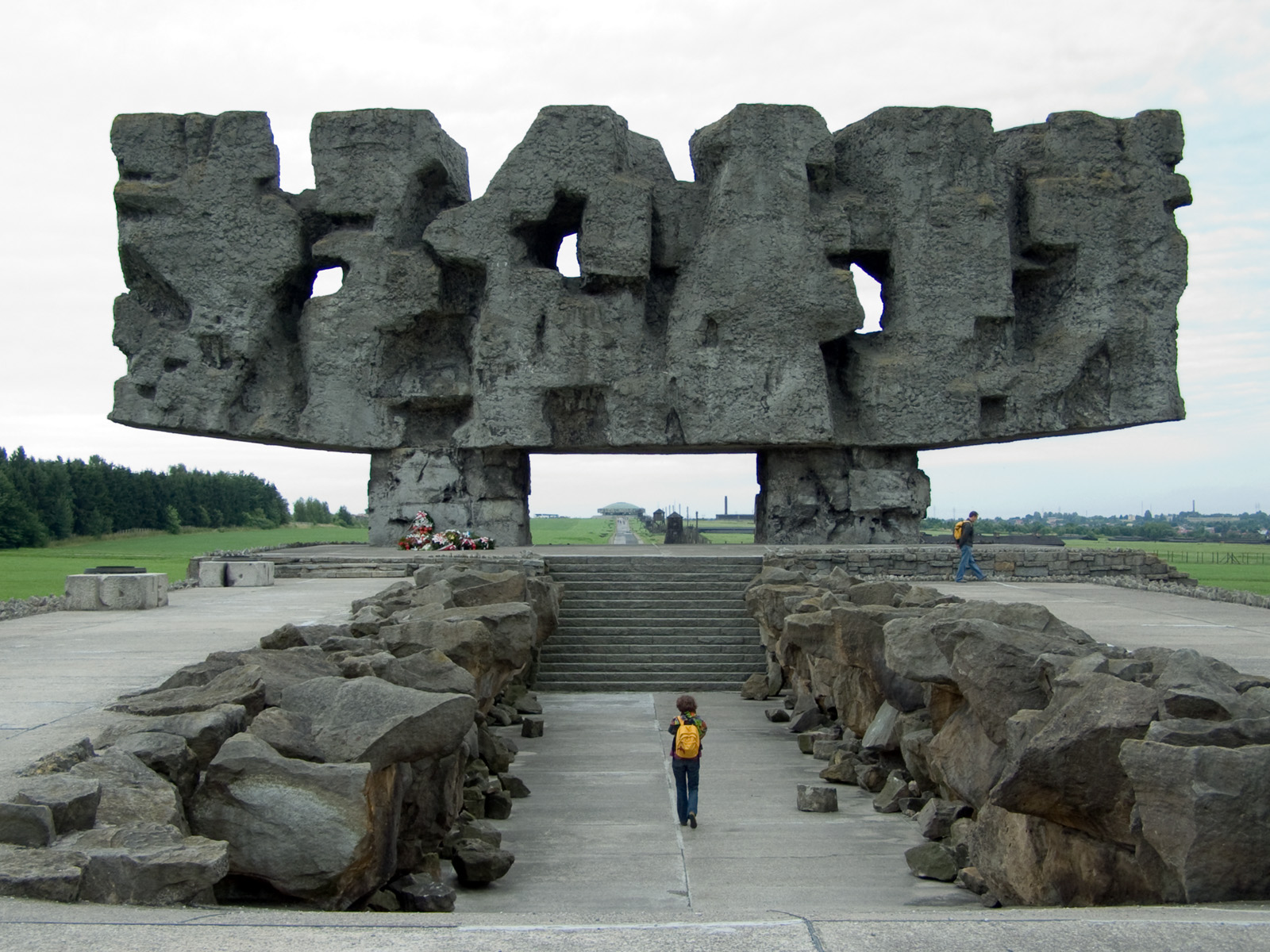
Brama wraz z wiodącym do niej fragmentem Drogi Hołdu i Pamięci (widok od strony Drogi Męczenników Majdanka)

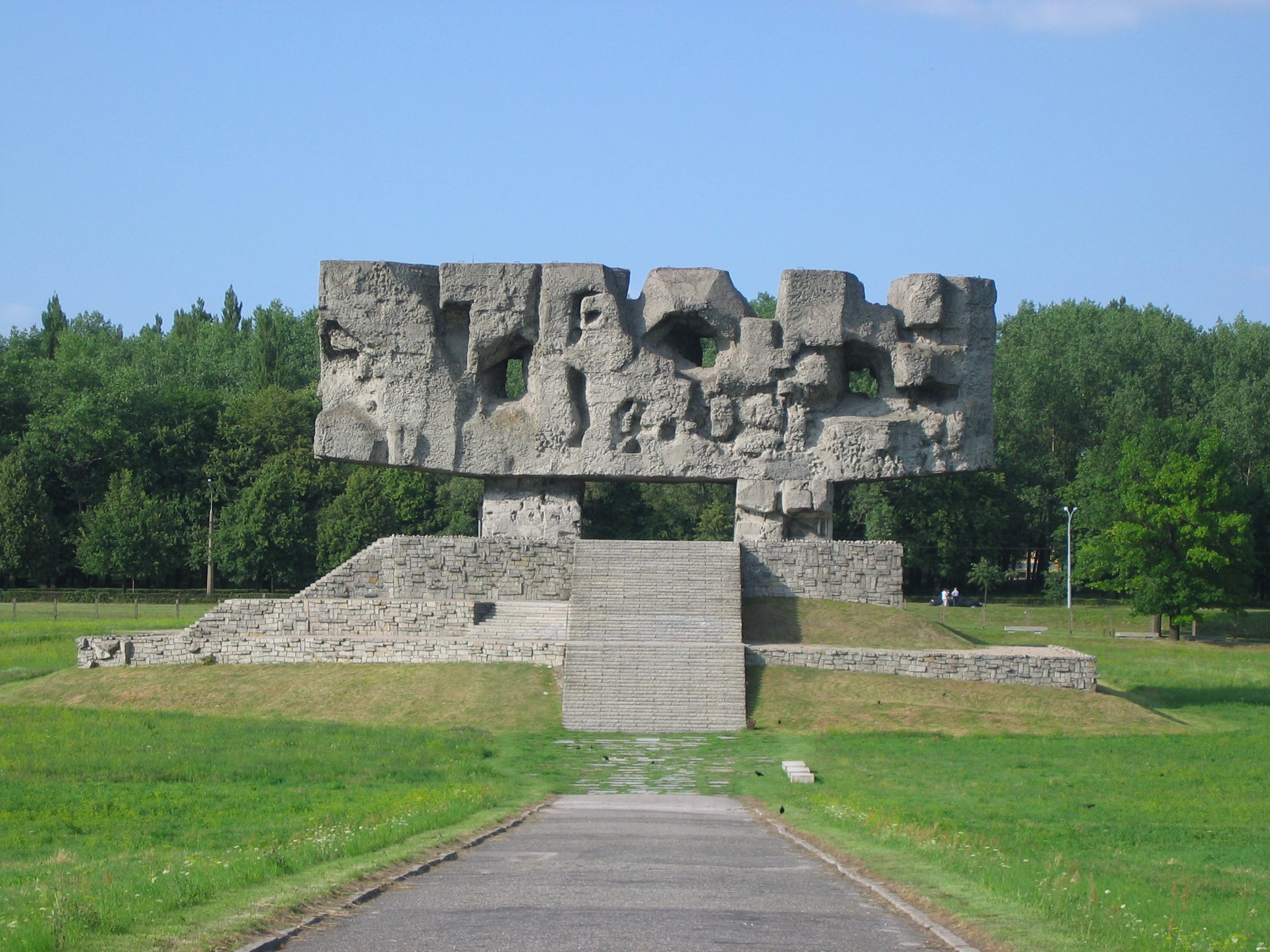
Brama – widok od strony obozu

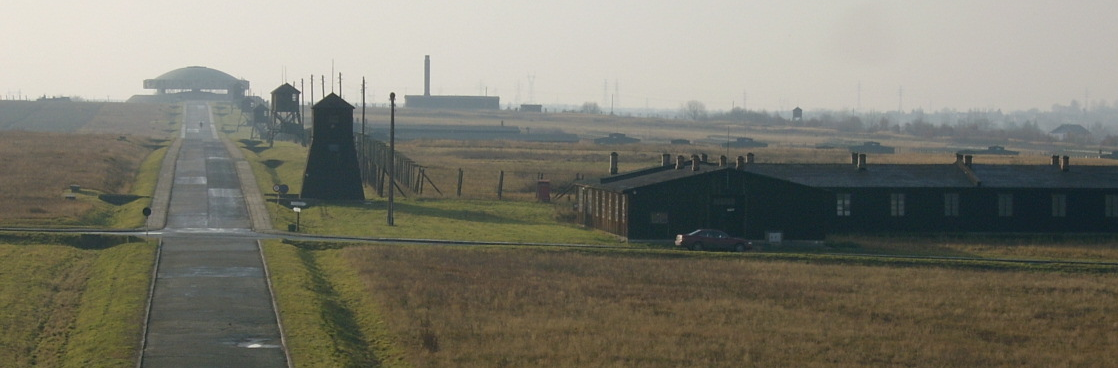
Asfaltowy fragment Drogi Hołdu i Pamięci, łączący Bramę z Mauzoleum (widok na Mauzoleum od strony Bramy)

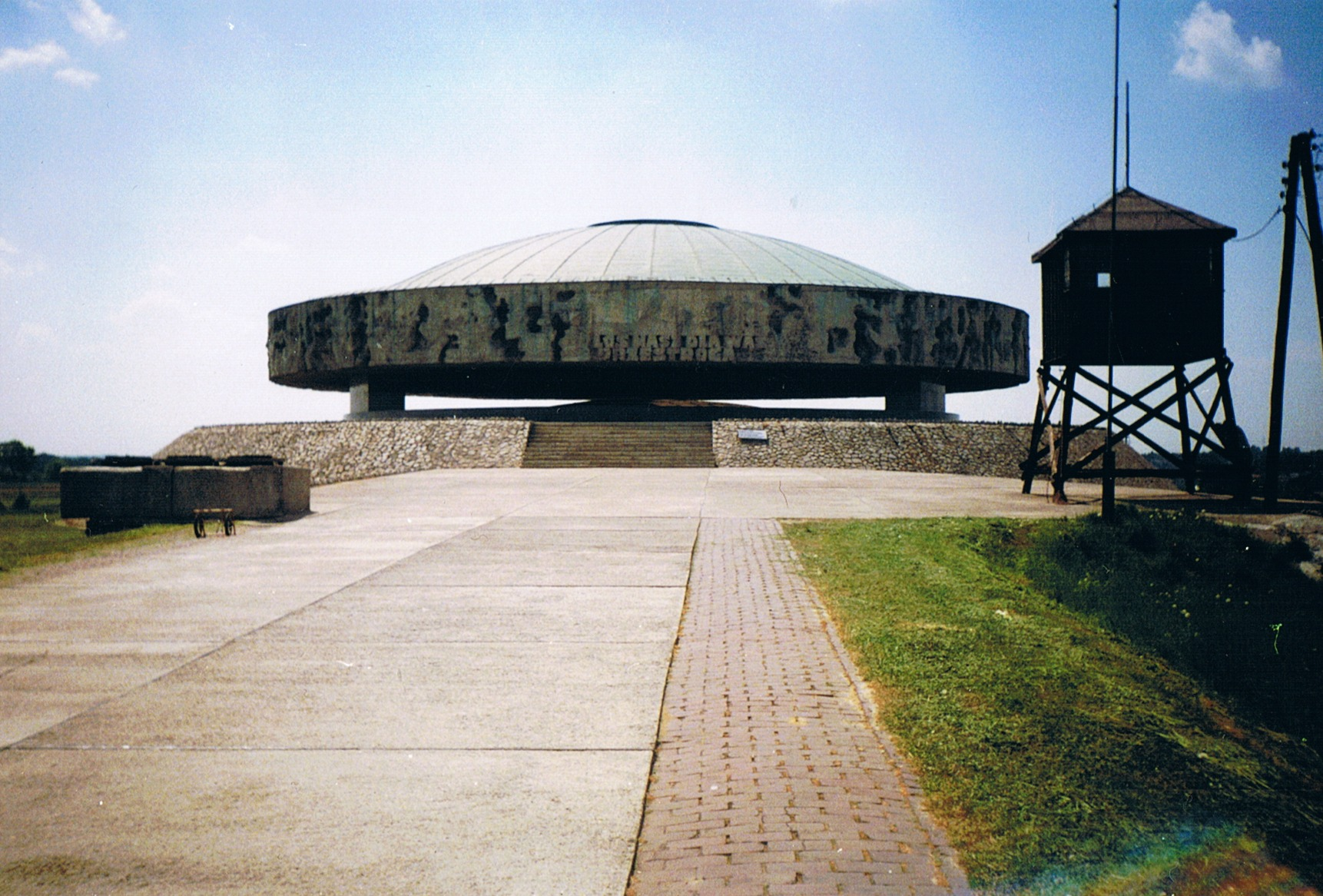
Mauzoleum z fragmentem Drogi Hołdu i Pamięci. Widoczny napis: „Los nasz dla was przestrogą”. Widok od strony Bramy

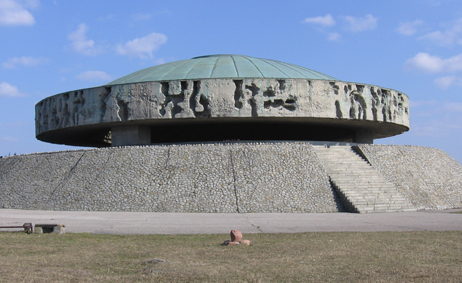
Mauzoleum – widok od strony zachodniej

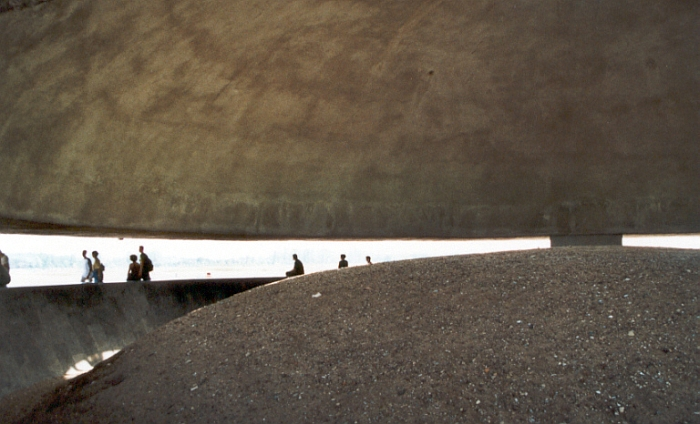
Wnętrze Mauzoleum z fragmentem zgromadzonej w nim ziemi z prochami więźniów

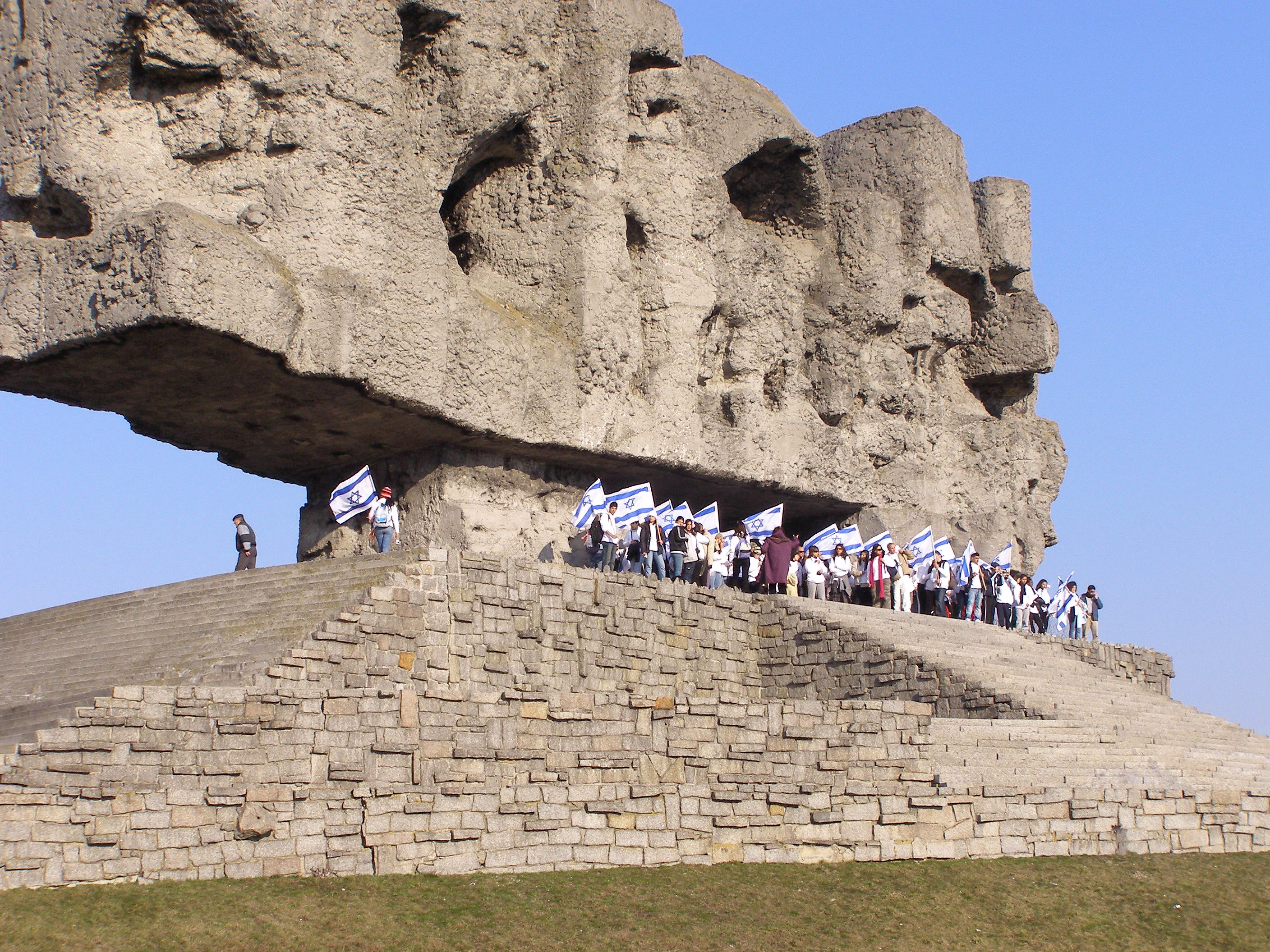
Młodzież izraelska przy Bramie pomnika w 2007 roku

Pomnik Walki i Męczeństwa na Majdanku (pełna nazwa: Pomnik Walki i Męczeństwa Narodu Polskiego i Innych Narodów) – pomnik odsłonięty w 1969 roku na terenie byłego obozu koncentracyjnego na Majdanku.

## Historia

### Pierwsze pomniki
Idea upamiętnienia ofiar niemieckiego nazistowskiego obozu koncentracyjnego na Majdanku zrodziła się na długo przed powstaniem obecnego pomnika. W 1943 roku grupa więźniów na rozkaz rapportführera Kapsa wzniosła na jednym z pól obozowych betonową kolumnę z trzema ptakami, celem ozdobienia obozu. Więźniowie potajemnie umieścili w niej blaszany pojemnik z prochami z pieca krematoryjnego, a następnie, również potajemnie, oddawali przed nią hołd zmarłym kolegom. Kolumna ta stoi na terenie obozu do dzisiaj (tzw. Kolumna Trzech Orłów).
Po wyzwoleniu Majdanka (lipiec 1944) na terenie obozu wzniesiono kilka brzozowych krzyży oraz zasadzono drzewa, mające w zamierzeniu symbolizować słowiański święty gaj. Wiosną 1947 roku ze znajdującej się w kilku miejscach na terenie obozu ziemi wymieszanej z popiołami ofiar, którą hitlerowcy planowali użyć do nawożenia pól, usypano koło krematorium czworokątny kopiec. W ciągu kilku miesięcy zebrano ok. 1300 m³ ziemi.
Pod koniec lat 50. coraz częściej zaczęły się pojawiać głosy o uporządkowaniu terenu i właściwym upamiętnieniu ofiar obozu. W roku 1961 wycięto posadzone kilkanaście lat wcześniej, coraz bardziej przesłaniające obozową zabudowę drzewa i zatwierdzono plan nowego zagospodarowania przestrzeni obozowej. Kopiec otoczono betonowym murkiem wysokości ok. 1 metra. Stał się on odtąd miejscem oficjalnego oddawania hołdu zmordowanym więźniom – składania wieńców, wystawiania okazjonalnych wart honorowych żołnierzy i harcerzy itp.

### Konkurs
1 czerwca 1967 roku Rada Ochrony Pomników Walki i Męczeństwa oraz Towarzystwo Opieki nad Majdankiem, przy współudziale Związku Polskich Artystów Plastyków i Stowarzyszenia Architektów Polskich, ogłosiły „konkurs powszechny na pomnik ku czci ofiar obozu zagłady na Majdanku”. Decyzja o rozpisaniu konkursu spowodowana była licznymi prośbami byłych więźniów uznających dotychczasowe formy upamiętnienia za zbyt skromne i niedostatecznie ochraniające szczątki pomordowanych (kopiec).
Konkurs wzbudził dość duże zainteresowanie – z całego kraju napłynęło ok. 140 prac na ogólnym, wysokim poziomie. 22 grudnia 1967 roku została ogłoszona decyzja sądu konkursowego – zwycięskim okazał się projekt Stanisława Strzyżyńskiego i Juliusza Kłeczka. Była to ściana o wymiarach 8x20 metrów, składająca się z 26 granitowych bloków, symbolizujących 26 narodowości więźniów obozu. Ściana na całej swej długości pokryta była reliefem przedstawiającym apel więźniów. Pomimo wysokich walorów artystycznych projektu, podkreślanych przez jury, z nieznanych powodów nie został on skierowany do realizacji. Najprawdopodobniej o jego odrzuceniu zadecydował brak w nim możliwości trwałego zabezpieczenia ziemi z prochami. Ostatecznie, zdecydowano się na projekt zdobywców III nagrody – Wiktora Tołkina i Janusza Dembka, jako najpełniej dopowiadającego „specyfice obozu na Majdanku”. Sam Tołkin wspominał po latach, że wybór właśnie jego pracy był wyłącznie arbitralną decyzją urzędnika ministerstwa kultury.
Założenia konkursowe przewidywały dwa miejsca usytuowania pomnika: przedpole lub teren w pobliżu kopca. Autorzy zwycięskiego projektu zaproponowali trzecie rozwiązanie, będące połączeniem wskazań regulaminowych. Ich projekt obejmował architektoniczno-rzeźbiarski kompleks składający się z trzech elementów: monumentalnej rzeźby u wejścia do obozu – Bramy, prowadzącej do niej i wiodącej do krematorium historyczną drogą obozową – Drogi Hołdu i Pamięci oraz Mauzoleum, w którym przewidziano złożenie i zabezpieczenie ziemi z prochami z już istniejącego kopca. Do największych walorów projektu według opinii jury konkursu należało właśnie połączenie tych elementów oraz skala projektu (długość samej Drogi 1300 m).

### Budowa
Wiosną 1968 roku rozpoczęto przygotowania terenu pod budowę kompleksu. Wiązało się to przede wszystkim z usypaniem dwóch ziemnych wzniesień pod budowę Bramy i Mauzoleum, a wiec nawiezieniem sporej ilości ziemi i jej odpowiednim zagęszczeniem, aby mogła utrzymać olbrzymie, betonowe konstrukcje. Ze względu na stosunkowo krótki termin realizacji dużej inwestycji (odsłonięcie planowano na wrzesień 1969 roku) Towarzystwo Opieki nad Majdankiem zwróciło się na łamach prasy z apelem o do instytucji i osób prywatnych o finansowe wsparcie i udział w pracach.
15 września 1968 roku odbyło się w formie manifestacji antywojennej uroczyste położenie kamienia węgielnego i wmurowanie aktu erekcyjnego pod budowę pomnika (pod przyszłym, lewym filarem bramy).
Prace przy budowie pomnika odbywały się na kilku odcinkach jednocześnie, przez 24 godziny na dobę. W szczytowym okresie natężenia prac, w ostatnich miesiącach, brało w niech udział nawet 200 specjalistów budowlanych. Głównym wykonawcą, wraz z szeregiem podwykonawców zostało Lubelskie Przedsiębiorstwo Budownictwa Miejskiego. Osobą odpowiedzialną za budowę pomnika od strony technicznej był współautor projektu – inż. Janusz Dembek. Jak zwykle w budowach tamtego okresu, dużej pomocy udzieliło Ludowe Wojsko Polskie.
Kamienia do budowy pomnika dostarczyły kamieniołomy w Radkowie, Strzegomiu, Iławie, Borowie. W sumie do budowy całego memoriału zużyto: 600 ton gliny, 1500 ton granitu, 400 ton stali zbrojeniowej, 450 ton kruszywa bazaltowego i 2200 ton kruszywa granitowego.
Plac budowy wielokrotnie odwiedzali przedstawiciele lokalnych i centralnych władz państwowych. Najczęściej bywał tam minister Janusz Wieczorek, dzięki którego zaangażowaniu udało się pokonać wiele przeszkód natury formalnej. Plac budowy odwiedził również incognito premier Józef Cyrankiewicz.

## Opis
Pomnik składa się z dwóch głównych elementów – Bramy i Mauzoleum, połączonych ze sobą tzw. Drogą Hołdu i Pamięci.

### Brama
Główna cześć pomnika, tzw. Brama, jest betonowym odlewem o wymiarach 10,8 × 35 x 7,6 metrów. Na dwóch żelbetowych pylonach oparta jest konstrukcja rzeźbiarska – szkielet, na który narzucono glinę i gips, z których uformowano rzeźbę pokrytą następnie betonem. Brama znajduje się na ziemnym kopcu obłożonym granitem i wylanym betonem. Z trzech stron zbocza kopca mają formę stromych schodów. Od południa schody te prowadzą do II odcinka Drogi Hołdu i Pamięci.
Usytuowana blisko ulicy Brama, ma symbolizować w założeniu autora granicę pomiędzy dwoma światami – świat żywych i wolności poza obozem i znajdujący się za Bramą świat zmarłych i męczeństwa. Tołkin użycie symbolu bramy odnosił do Bramy Piekieł, oddzielającej w Boskiej komedii Dantego świat żywych od świata zmarłych. W samej poszarpanej i na pozór niezrozumiałej formie jej zwieńczenia, artysta chciał widzieć „blok stłamszonych, sprasowanych ciał ludzkich”. Przy lewym pylonie bramy znajduje się tablica z napisem: „Bohaterom Majdanka, którzy walcząc przeciw hitlerowskiemu ludobójstwu o wolność swych narodów i całej ludzkości, broniąc ideałów człowieczeństwa i godności własnej ponieśli tu śmierć męczeńską. Rada Państwa Polskiej Rzeczypospolitej Ludowej jako wyraz pamięci i hołdu dla ich męczeństwa i walki z faszyzmem nadaje Order Krzyża Grunwaldu 1 klasy. Warszawa 1969 20 września.” Na prawym pylonie umieszczony jest autograf Tołkina.

### Droga Hołdu i pamięci
Droga Hołdu i Pamięci składa się z dwóch odcinków. Pierwszy to betonowa aleja wiodąca bezpośrednio od wejścia na teren memoriału do Bramy. Tuż za wejściem opada ona w wąwóz o wymiarach 4 × 60 metrów, najeżony na bocznych ścianach zwisającymi głazami z piaskowca. Zakończony jest on stromymi schodami wiodącymi do Bramy. Po lewej stronie wąwozu ustawionych jest sześć granitowo-mosiężnych zniczy symbolizujących każdy rok istnienia obozu (1939–1944). Ściany zewnętrzne wąwozu obłożone zostały granitem. Drugi odcinek to 1300 metrowa, asfaltowa aleja wiodąca od południowych stopni Bramy, wzdłuż obozu do Mauzoleum.

### Mauzoleum
Drugim elementem pomnika jest Mauzoleum. Jest to betonowa kopuła o wymiarach 14,5 (wysokość) na 35 (średnica) metrów. Kopuła ustawiona jest na trzech podporach. Ściany zewnętrzne kopuły obłożone są betonowymi okładzinami w abstrakcyjnej formie nawiązującej do wyglądu Bramy i miedzianym poszyciem. Na jej szczycie znajduje się świetlik. Kopuła usytuowana została na podwyższeniu usypanym z ziemi, do którego od asfaltowej alei prowadzą schody. Schody znajdują się również na pozostałych trzech stokach nasypu. Całość wzniesienia wylana jest betonem i wyłożona granitem. Nad głównymi schodami prowadzącymi od Drogi Hołdu i Pamięci, na kopule znajduje się napis „Los nasz dla was przestrogą”, będący cytatem z wiersza pt. Żałoba Franciszka Fenikowskiego. Kopuła, zachowując 2,5 metrowy prześwit, przykrywa wyłożoną sjenitem „misę”. Znajduje się w niej przeniesiona z usypanego w 1947 roku kopca ziemia z prochami więźniów. Kopiec zlikwidowano przed rozpoczęciem budowy Mauzoleum – specjalnie przeszkoleni żołnierze, milicjanci i harcerze przenieśli prochy do tymczasowego miejsca składowania, zabezpieczonego przed działaniem warunków atmosferycznych. W późniejszym okresie ziemię w Mauzoleum pokryto tzw. szkłem wodnym, zabezpieczając ją przed rozwiewaniem i porastaniem przez rośliny.
Formę Mauzoleum Tołkin wyprowadził ze słowiańskiej urny grobowej – naczynia z prochami przykrytego pokrywą.

## Odsłonięcie
Wszystkie prace budowlane zakończone zostały w środę, 17 września 1969 roku. Cztery dni później, w niedzielę 21 września miało miejsce uroczyste odsłonięcie pomnika. Brali w nim udział przedstawiciele najwyższych władz państwowych z premierem Józefem Cyrankiewiczem na czele, przy udziale ministra Janusza Wieczorka i gen. Moczara (jako prezesa ZBoWiD), byłych więźniów, reprezentacji organizacji społecznych i szkół, mieszkańców miasta i okolic, gości z zagranicy. Tłum zgromadzony w tym dniu na Majdanku oceniany był na blisko 100 tys. ludzi. Całość uroczystości miała formę politycznej manifestacji antywojennej. W wygłaszanych przemówieniach podkreślano polską i radziecką martyrologię, akcentowano wagę „sojuszu i przyjaźni polsko-radzieckiej”, ostrzegano przed niebezpieczeństwem grożącym ze strony „imperialistów amerykańskich i rewizjonistów zachodnioniemieckich”. Po przemówieniach minister Wieczorek w towarzystwie kilku byłych więźniów dokonał uroczystego odsłonięcia pomnika.

## Pomnik obecnie
Przez kilkadziesiąt lat po odsłonięciu, pomnik był miejscem manifestacji antywojennych i hołdów składanych pomordowanym przez odwiedzających z wielu krajów – zarówno zwykłych ludzi, jak i hierarchów różnych kościołów oraz głów państw. Był również (a może przede wszystkim) miejscem spacerów okolicznych mieszkańców Lublina. Obecnie mają tu miejsce wydarzenia kulturalne, ekumeniczne spotkania religijne chrześcijan oraz spotkania modlitewne Żydów z całego świata. W 1987 roku przy Mauzoleum modlił się Jan Paweł II, a w roku 1993 pomnik zwiedził następca tronu brytyjskiego książę Karol.
Kilkadziesiąt lat po odsłonięciu pomnik uznawany jest za jedno z największych i najciekawszych upamiętnień, które powstały w Polsce i Europie, dla uczczenia ofiar II wojny światowej oraz jednym z najbardziej charakterystycznych elementów panoramy Lublina. 
Położenie i forma pomników powoduje dziś problemy natury technicznej, wynikające z szybko postępującej erozji betonu i osiadania nasypów ziemnych. Memoriał budowany był w szybkim tempie, co powodowało, że nie zawsze dotrzymywano terminów technologicznych decydujących o jakości wykonywanych prac. W 2023 roku dzięki dotacji Ministerstwa Kultury i Dziedzictwa Narodowego rozpoczęto prace remontowe obiektu, których ukończenie planowano na 2024 rok.  
Obecnie, Brama – najbardziej wyeksponowany element pomnika – jest od 2007 roku podświetlana nocą. Reflektory zainstalowano po raz drugi, zastępując zdewastowaną instalację zamontowaną w 1971 roku. Od 2007 roku Brama jest również oficjalnym logo Państwowego Muzeum na Majdanku.
W 2009 roku, w 40. rocznicę odsłonięcia pomnika, na Placu Litewskim została zorganizowana okolicznościowa wystawa.
Pomnik znalazł się na znaczkach pocztowych Poczty Polskiej w roku 1969 i poczty NRD w roku 1980.